# Li Yu (scriitor)
Acesta este un nume chinezesc; numele de familie este Li.
Li Yu (1610 — 1680) a fost un dramaturg, romancier și editor chinez. A trăit la sfârșitul dinastiei Ming și începutul dinastiei Qing.
Opera sa are o tematică variată, scrisă într-o tonalitate ludică, plină de umor și fantezie.
În scrierile sale, a formulat cea mai completă teorie asupra teatrului chinez, privitoare atât la textul dramatic și la compoziție, cât și mijloacele de transpunere scenică.

## Scrieri
- 1658: Sinh-erh lon ("Pagoda cu douăsprezece etaje"), culegere de nuvele;
- Rouputuan, roman;
- Liweng shi zhong qu ("Zece piese din Liweng"), culegere de comedii cu intrigă erotică;
- 1671: Hsian-hsing ou-ji ("Sentimente inutile împărtășite întâmplător"), culegere de eseuri;
- Li Liweng quhua ("Opiniile lui Li Liweng despre comedia muzicală").